# Областной музей Кайнуу
Областной музей Кайнуу (фин. Kainuun museo) — музей истории региона Кайнуу, расположенный в городе Каяани (Финляндия).

## Описание
Первый музей возник в Кайнуу в 1930 году. В 1977 году он был перенесён в город Каяани. На тот момент его коллекция насчитывала 3 024 экспоната. За прошедшие годы экспозиция музея значительно расширена и состоит из порядка 19 700 предметов.
Выставочные залы изначально располагались на трёх этажах здания музея. Однако в 2007—2008 годах музей подвергся масштабной реконструкции, после чего осталось только два выставочных зала. Ремонт завершен летом 2008 года.

## Экспозиция
Главная экспозиция музея представляет историю и культуру провинции Кайнуу и историю Каяани. В выставке отражены история деревообработки, производство и транспортировка смолы по каналу, жизнь Элиаса Лённрота и военная история региона. Временные выставки дополняют базовую экспозицию и представляют различные тематики. В музее Кайнуу также имеется коллекция из 306 000 фотографий, различные архивные материалы и справочники.
В коллекции музея есть множество произведений искусства. Первые из них были переданы музею в 1934 году художником Луи Спарре. После перевода музея в Каяани музейные фонды пополнились работами художников-любителей, жителей города.